# Конвой H-19
Конвой H-19 — японський конвой часів Другої cвітової війни, проведення якого відбувалось у лютому — березні 1944-го.
H-19 належав до серії конвоїв, які в 1943—1944 роках ходили між важливим транспортним хабом у Манілі та островом Хальмахера зі складу Молуккського архіпелагу (північний схід Нідерландської Ост-Індії), який, зокрема, відігравав важливу роль у постачанні японських сил на заході Нової Гвінеї.
До складу конвою увійшли транспорти «Тенчо-Мару», «Ніттай-Мару» «Шоген-Мару» (Shogen Maru), «Сін'ю-Мару» (Shinyu Maru), «Ямагата-Мару» та «Р'юва-Мару» (Ryuwa Maru). Охорону забезпечував патрульний корабель PB-103.
Конвой вийшов з порту 25 лютого 1944-го. 28—29 лютого він побував на острові Себу, де до конвою приєднались транспорт «Канто-Мару», допоміжний тральщик Wa-8 та допоміжний мисливець за підводними човнами CHa-24. Незадовго до завершення 29 лютого через проблеми з машиною «Р'юва-Мару» відділився від конвою та повернувся до Себу.
1 березня 1944-го виявили ознаки присутності підводного човна, після чого CHa-24 безрезультатно скинув кілька глибинних бомб.
Незадовго до завершення 3 березня 1944-го, коли конвой перебував у південно-східній частині моря Сулавесі, японський загін виявив американський підводний човен USS Rasher. Субмарині вдалося торпедувати та потопити «Ніттай-Мару», загинув один член екіпажу. Унаслідок контратаки глибинними бомбами Rasher дістав легкі пошкодження.
4 березня 1944-го охорону підсилив переобладнаний патрульний корабель «Нітто-Мару № 17».
Незадовго до завершення 4 березня ескорт провів ще одну безрезультатну атаку глибинними бомбами по ймовірному місцю перебування ворожої субмарини, а о четвертій годині ночі 5 березня USS Rasher дав торпедний залп по «Сін'ю-Мару», проте не поцілив цей транспорт.
6 березня 1944-го конвой досягнув Васіле у затоці Кау, а наступної доби перейшов до порту Кау.